# Jacques-François Blondel
Pour les articles homonymes, voir Blondel.
Jacques-François Blondel, né à Rouen le 8 janvier 1705 et mort à Paris le 9 janvier 1774, est un architecte, encyclopédiste et théoricien de l'architecture français. Il était le neveu de Jean-François Blondel et le cousin de Jean-Baptiste Vallin de La Mothe. En 1760 il épousa à Paris Manon Balletti, fille de comédiens italiens et maîtresse de Casanova.
« A minor architect, but also a very influential writer and theorist… » suivant la formule de Nikolaus Pevsner.

## Biographie

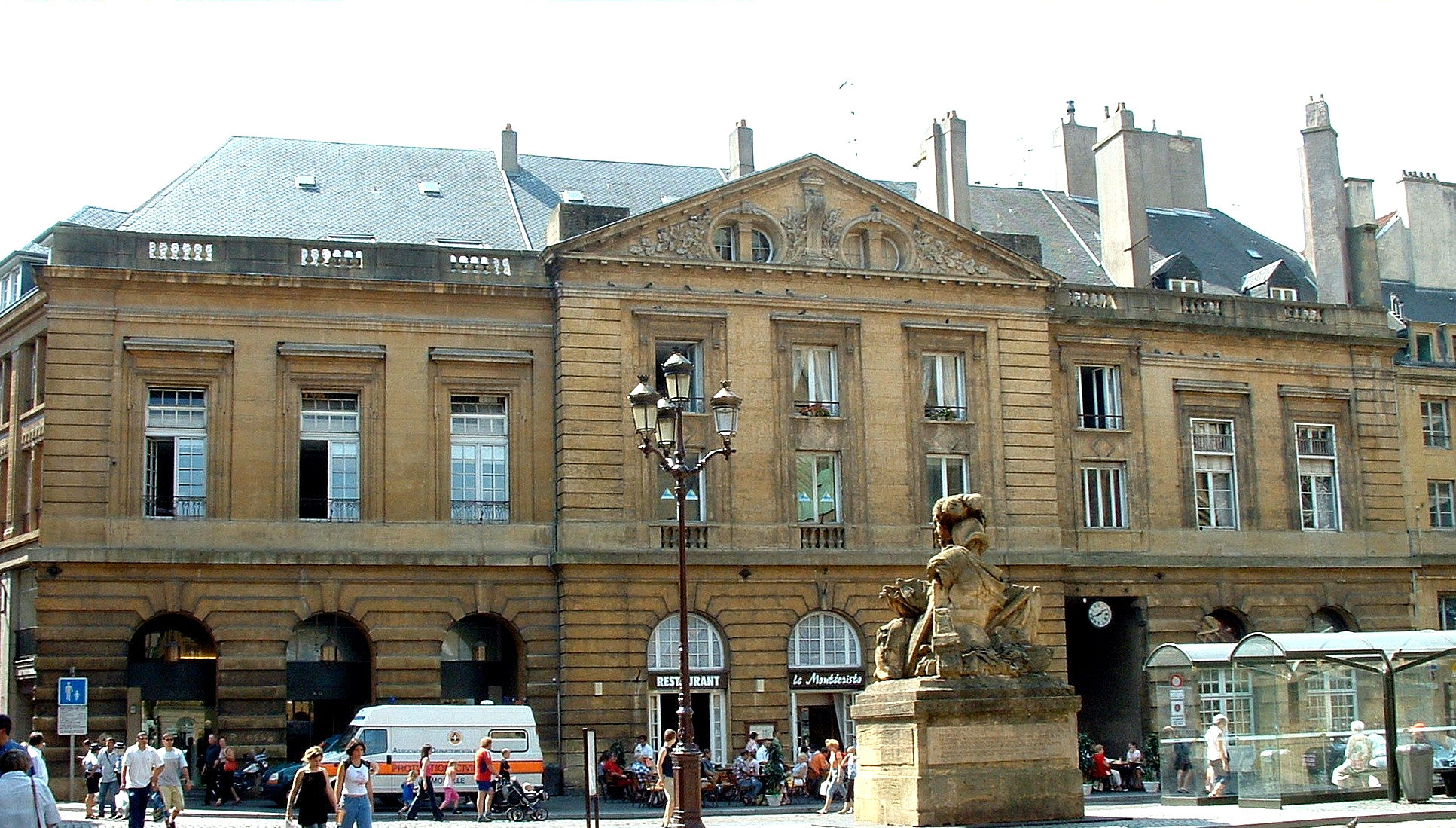
Ancien hôtel du Parlement des Trois-Évêchés, Metz (état actuel)

Jacques-François Blondel fut le grand professeur d’architecture du XVIIIe siècle. Une première fois refusé par l’Académie royale d'architecture, il compense en ouvrant une école privée d’architecture, l'École des Arts (1743) qui fermera deux fois, puis rouvrira (1747 et 1754) avant d’être mise en faillite en 1754. Elle rouvrira en 1755 (Mercure de France, juin 1755) et son enseignement est élogieusement cité comme étant dans la continuation des anciens… L'école ne fermera définitivement qu'à partir du moment où Blondel est, enfin, professeur de l'Académie (soit fin 1761). Suivant le récit de Pierre Patte :
« Avant 1740, il n’y avoit pas d’École à Paris où un jeune Architecte pût se former, & apprendre tout ce qu’il lui importoit de savoir, le Dessin de l’Architecture, de l’Ornement & de la Figure, la Perspective, les Mathématiques, la Coupe des Pierres, le Toisé, & enfin tous les détails qui concernent la construction des bâtimens. Il falloit qu’il se transportât successivement chez différents Maîtres pour s’instruire de chacun de ces objets, ce qui allongeoit beaucoup ses études, & faisoit, qu’après l’exercice du dessin, il négligeoit le plus souvent tout le reste. Ce furent ces réflexions qui engagerent M. Blondel à former une École des Arts… » (Avertissement à la publication du tome V du Cours d’Architecture de J-F. Blondel, Paris, 1777.)

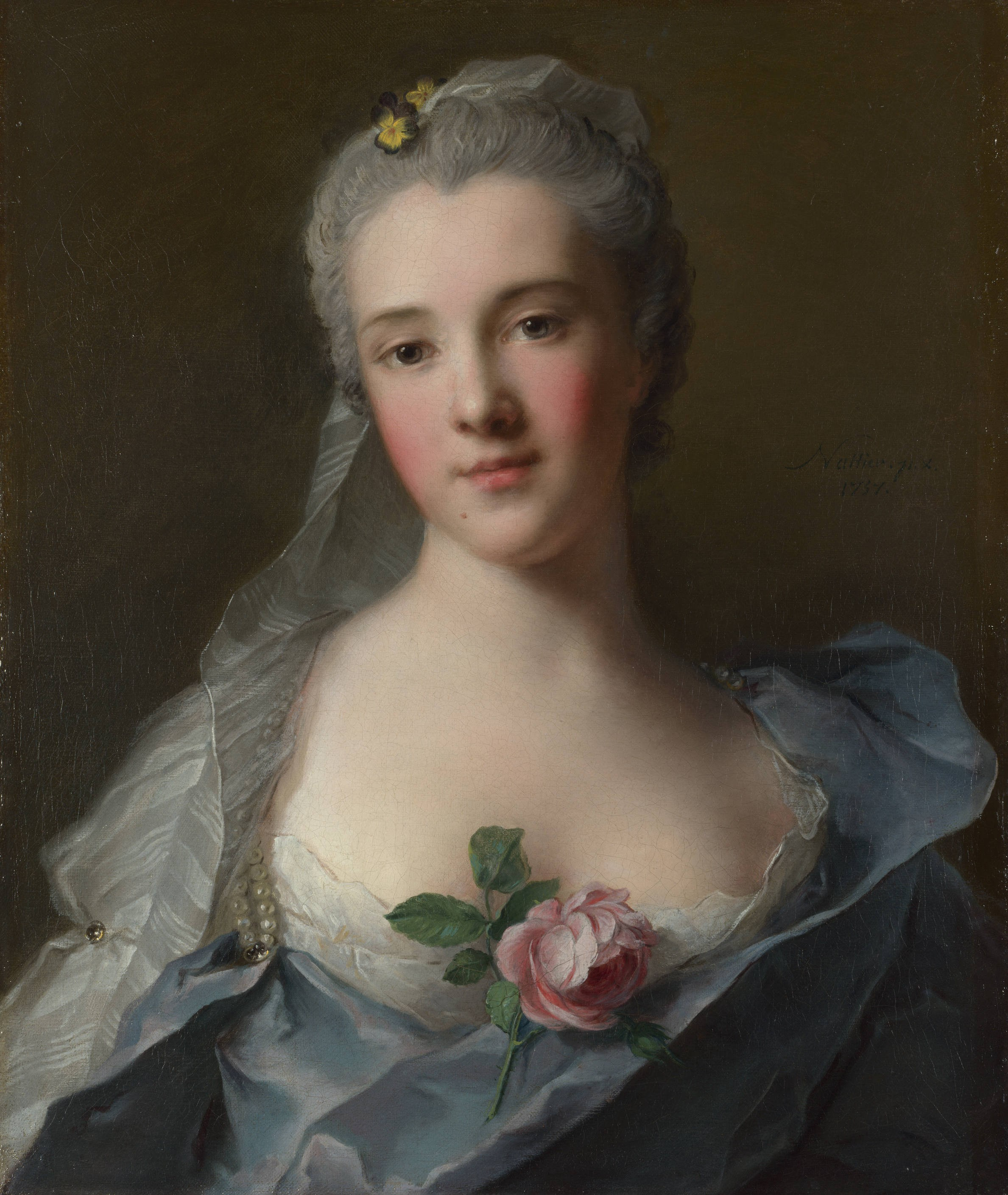
Portrait de Manon Balletti (1740-1776) par Jean-Marc Nattier (1757)
Londres, National GalleryMadame Blondel avait épousé en 1760 Jacques-François Blondel.

Enfin reçu à l’Académie royale d'architecture en 1755, Jacques-François Blondel deviendra le professeur de l’École de l’Académie en 1762, succédant à l'architecte Louis-Adam Loriot. Cette reconnaissance institutionnelle lui ouvre les portes de la commande publique : aménagements à Metz des abords de la cathédrale, création d'un portail (transformé en 1905 par Paul Tornow) et de places publiques jouxtant l'édifice dont la place d'Armes (hôtel de ville) (1761), plans d’aménagement de la ville de Strasbourg (1767).

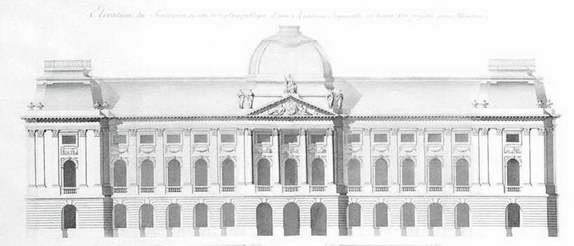
Le projet de construction de l'Académie des Beaux-Arts à Moscou

## Théorie
Si Jacques-François Blondel souhaitait « moderniser » l’enseignement de l’architecture, le moins qu’on puisse dire est que ses références sont pour le moins archaïques. Son architecte de référence est François Mansart, mais rien n’est dit, par exemple, à propos des architectes contemporains, comme Jacques-Germain Soufflot dont les projets et travaux pour l’église Sainte-Geneviève (futur Panthéon) sont contemporains de son professorat. De même, rien n’est dit sur Laugier. « Il est un autre moyen d’arriver à l’excellent ; il consiste à remonter à la source, en imitant François Mansart, en étonnant comme Perrault, en créant comme Jules Hardouin-Mansart, en plaisant comme Bullet, & non en affectant le faste des ornements arabes ou égyptiens, & une similitude de membres d’Architecture, souvent si peu faits pour aller ensemble. S’ils parviennent à goûter ces vérités, ils se persuaderont bientôt, qu’on peut faire encore, sinon du neuf, du moins des productions très-estimables. » On ajoutera à cette collection certes tout à fait respectable, mais, encore une fois, un peu datée, François Blondel, Germain Boffrand et Libéral Bruant. Autrement résumé, Blondel arrête son corpus de référence, tant théorique qu'édificiel, en 1730. C’est d’ailleurs une des choses que lui reprochera son élève le plus connu, Claude-Nicolas Ledoux, dans les pages centrales de L’Architecture considérée…
Cela est d’autant plus étrange que Blondel est un des membres la «  société des gens de lettres » qui, sous la direction de Diderot et d'Alembert, s'occupent à rédiger l’Encyclopédie. D’Alembert le présente ainsi :
« L’Architecture [est] de M. Blondel, Architecte célèbre, non seulement par plusieurs Ouvrages qu’il a fait exécuter à Paris, & par d’autres dont il a donné les desseins, & qui ont été exécutés chez différens Souverains, mais encore par son Traité de la Décoration des Édifices, dont il a gravé lui-même les Planches qui sont très-estimées. On lui doit aussi la dernière édition de Daviler, & trois volumes de l’Architecture Françoise en six cens Planches : ces trois volumes seront suivis de cinq autres. L’amour du bien public & le desir de contribuer à l’accroissement des Arts en France, lui a fait établir en 1744 une école d’Architecture, qui est devenue en peu de tems très-fréquentée. M. Blondel, outre l’Architecture qu’il y enseigne à ses élèves, fait professer dans cette école par des hommes habiles les parties des Mathématiques, de la Fortification, de la Perspective, de la Coupe des Pierres, de la peinture, de la sculpture, etc. relatives à l’art de bâtir. On ne pouvoit donc, à toutes sortes d’égards, faire un meilleur choix pour l’Encyclopédie. »
Hormis quelques erreurs factuelles, titres, année de fondation de l’École des Arts, attribution de la dernière édition de d’Aviler (qui est de Mariette, mais peut-être Blondel a-t-il gravé ou re-gravé des planches), la présentation est évidemment fort élogieuse. Ceci est bien idéal… Débordé par la tâche, ou peu intéressé à l’occasion, Blondel puise abondamment chez d’Aviler, erreurs comprises… Il disparaîtra de l’entreprise après la publication du volume VII (1757), sans doute parce que ne craignant que les dangers, sa récente élection à l’Académie d’Architecture (et donc son accès à la commande) lui interdisent tout risque ultérieur… Les articles les mieux construits indiquent que l’ensemble sans doute avait été imaginé, sinon rédigé, si l’on se base sur les renvois proposés…
La rupture de 1757 donnera la main à Louis de Jaucourt, chevalier, infatigable, mais peu au fait des choses de l’architecture. C’est lui qui rédigera par exemple les très indigents articles sur les ordres ou sur la situation (mot alors employé pour site). Parmi les autres collaborateurs, Goussier (§ « Coupe des pierres », Dezallier d’Argenville l’aîné pour ce qui concerne les jardins, ou l’abbé Mallet pour le dessin des églises).
Reste néanmoins de cette contribution, par exemple, l'article « décoration » qui, dans les faits, vaudrait presque pour résumé de sa doctrine :

« Décoration. On entend sous ce nom la partie de l’Architecture la plus intéressante, quoique considérée comme la moins utile relativement à la commodité & à la solidité. En effet combien d’édifices publics & particuliers où la décoration devient peu nécessaire, tels que les casernes, les hôpitaux, les manufactures, les marchés & autres bâtimens oeconomiques, élevés dans les villes pour la retraite des gens de guerre, le soulagement des pauvres, la facilité du commerce, ou pour l’habitation des citoyens destinés au trafic, aux arts méchaniques, etc. ?
Plus il nous seroit aisé de démontrer l’inutilité de la décoration dans les bâtimens que nous venons de nommer, & plus néanmoins il doit paroître important que la décoration que nous entendons ici, soit de toute beauté, puisqu’elle est destinée à caractériser les édifices sacrés, les palais des souverains, la demeure des grands seigneurs, les places publiques, les arcs de triomphe, les fontaines, les théâtres, etc. qui ne peuvent s’attirer le suffrage des nations étrangeres, que par les embellissemens que leur procurent la décoration des dehors & la magnificence des dedans... »

La décoration, quoique la moins utile, est la partie la plus intéressante de l’Architecture. Les deux maîtres-mots sont embellissement et caractère. C’est surtout dans cette théorie du caractère (« Ce mot pris dans un sens général ; signifie une marque ou une figure tracée sur du papier, sur du métal, sur de la pierre, ou sur toute autre matière, avec la plume, le burin, le ciseau, ou autre instrument, afin de faire connoître ou de désigner quelque chose. » ; « Les beaux-arts qui présentent à notre réflexion les objets visibles & invisibles de la nature, doivent désigner chacun d’eux de manière qu’on connoisse à quel genre il appartient, & par quelle propriété il se distingue de tout autre objet de son espece. Le talent de démêler avec précision les traits caractéristiques, fait donc une des parties capitales de l’art. » ) que Blondel porte son effort théorique…
L’édifice doit annoncer sa destination, c’est ce que Germain Boffrand a été le premier à affirmer :

« L’Architecture, quoiqu’il semble que son objet ne soit que l’emploi de ce qui est materiel, est susceptible de differens genres qui rendent ses parties, pour ainsi dire, animées par les differens caracteres qu’elle fait sentir. Un Édifice par sa composition exprime comme sur un Théâtre, que la scene est Pastorale ou Tragique, que c’est un Temple ou un palais, un Édifice public destiné à un certain usage, ou une maison particuliere. Ces differens Édifices par leur disposition, par leur structure, par la maniere dont ils sont décorés, doivent annoncer au spectateur leur destination ; & s’ils ne le font pas, ils pechent contre l’expression, & ne sont pas ce qu’ils doivent être. »

— Germain Boffrand, Livre d’Architecture…, p. 16.
Et c’est par cette théorie du caractère que l’on peut sinon transgresser les règles de l’Architecture, du moins les adapter, comme l’avance encore Boffrand, disant ainsi que les proportions seules peuvent suffire :
« Ces ordres d’Architecture, dont les progressions montent du rustique au sublime, ont des proportions relatives à leur caractere & à l’impression qu’elles doivent faire : chacun de ces trois ordres a une élégance qui convient à son espece uniquement, & ne convient pas à un autre (…)
Il n’est pas toujours necessaire pour faire sentir ces caracteres differents, d’employer dans les édifices des colomnes & des pilastres avec leur entablement… »
Avec Blondel, on est déjà dans les prémices de ce que l’on appellera plus tard l’architecture parlante, dont les adeptes majeurs seront Étienne-Louis Boullée (« J’appelle caractère l’effet qui résulte de cet objet, et cause en nous une impression quelconque. » ou Claude-Nicolas Ledoux :
« Toutes les différentes espèces de productions qui dépendent de l’Architecture devant porter l’empreinte de la destination particuliere de chaque édifice, tous doivent avoir un caractere qui détermine leur forme générale, & qui annonce le bâtiment pour ce qu’il est. »
« On dit, en parlant d’un bâtiment, que son Architecture est symbolique, quand le style qui caractérise sa décoration puise dans le motif qui a fait ériger l’édifice… »
Comme le dira à la fin du XVIIIe siècle Quatremère de Quincy, au début de l’article éponyme qu’il insère dans le « Dictionnaire d’Architecture » de l’Encyclopédie méthodique : « Caractère, s.m. Il est peu de mots d’un usage plus fréquent & plus familier que celui qui va faire le sujet de cet article. Il en est peu aussi qui aient éprouvé d’une manière plus sensible l’influence de l’usage. » Cet article est le plus long (150 000 signes environ) présent dans ce dictionnaire.

## Principales réalisations

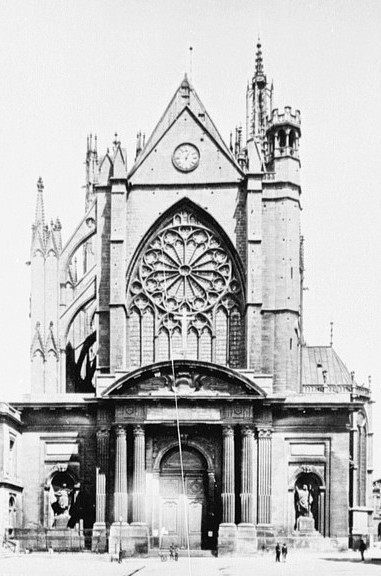
Portail de Blondel (1764), façade occidentale de la cathédrale de Metz. Vue de 1877

- Plan d’aménagement de la place d’Armes de Metz, il y éleva l’hôtel de ville, le parlement, le palais épiscopal (construit à partir de 1785 sur les plans tracés par Blondel en 1762, inachevé à la Révolution, il est converti en marché couvert par Pierre-Sylvestre Jaunez en 1831) et le portail occidental de la cathédrale Saint-Étienne aujourd’hui détruit[2].
- Plan d’embellissement de Strasbourg y compris l’Aubette et les grilles du chœur de la cathédrale.
- Plan du château de Vendeuvre en Normandie.

## Publications
Diverses publications théoriques et pratiques :
- De la distribution des maisons de plaisance et de la décoration en général (1737-1738), 2 vol. ouvrage numérisé et OCR par la bibliothèque universitaire de Heidelberg.
  - Tome 1 - 1737 (lire en ligne, INHA)
  - Tome 2 - 1738 (lire en ligne. INHA)
- Discours sur la manière d’étudier l’architecture et les arts qui sont relatifs à celui de bâtir, Paris, 1747
- Articles divers sur l’architecture, in l’Encyclopédie, 1751-1765
- L’Architecture française, ou Recueil de plans, d’élévations, coupes et profils, 4 vol., Paris, 1752-1756 (1752-1756), qui est une actualisation de la série commencée par Marot :
  - Tome 1 - 1752 (lire en ligne)
  - Tome 2 - 1752 (lire en ligne)
  - Tome 3 - 1754 (lire en ligne)
  - Tome 4 - 1756 (lire en ligne)
- Cours d’architecture civile (1771-1777), Paris, en 6 volumes, les deux derniers mis en forme par Pierre Patte.

## Postérité
Quelques élèves de Jacques François Blondel :
- Claude-Nicolas Ledoux ;
- Nicolas de Pigage.